# Křenovičky
Křenovičky (Duits: Kleinkschenowitz) is een Tsjechische plaats in de gemeente Heřmaničky in de regio Midden-Bohemen en maakt deel uit van het district Benešov. Het dorp ligt op ongeveer 4,5 kilometer afstand van Heřmaničky.
Křenovičky telt 16 inwoners (2021).

## Geschiedenis
De eerste schriftelijke vermelding van het dorp dateert van 1386. Tot en met het midden van de 19e eeuw stond Křenovičky, net als de rest van de op dat moment toekomstige, huidige gemeente, onder bestuur van Smilkov.
Sinds 1 januari 1960 is Křenovičky ingedeeld bij het district Benešov.

## Verkeer en vervoer

### Autowegen
Er leidt een regionale weg naar het dorp.

### Spoorlijnen
Er is geen station in Křenovičky; het dichtstbijzijnde station is in Heřmaničky, op zo'n 5,7 kilometer afstand.

### Buslijnen
De volgende buslijn halteert in het dorp:
| Halte                  | Lijn(en) | Traject(en)       | Vervoerder   |
| ---------------------- | -------- | ----------------- | ------------ |
| Heřmaničky, Křenovičky | 556      | Votice - Sedlčany | CŠAD Benešov |

## Bezienswaardigheden
- Dorpskapel

## Galerij

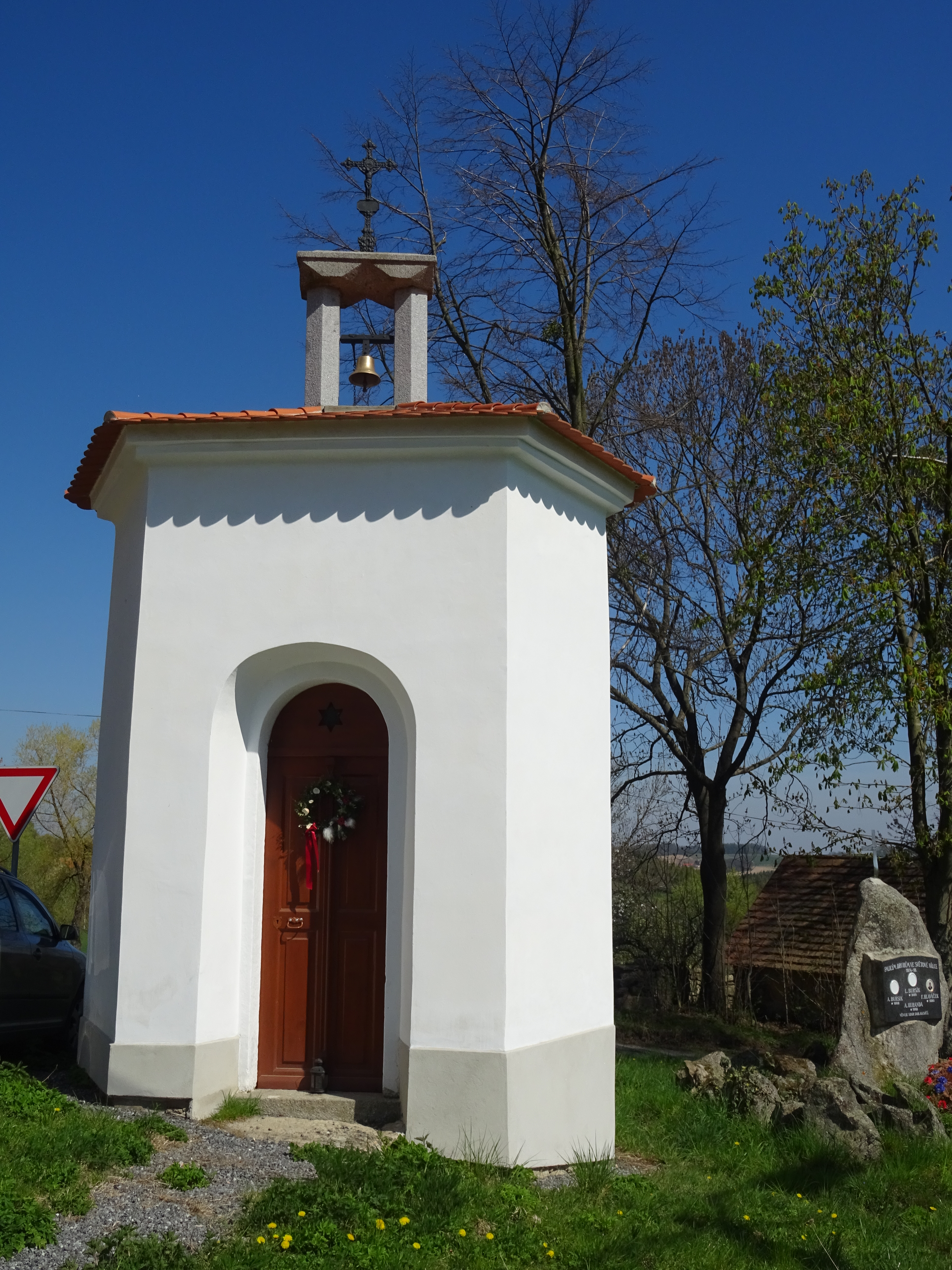
Dorpskapel (2019)
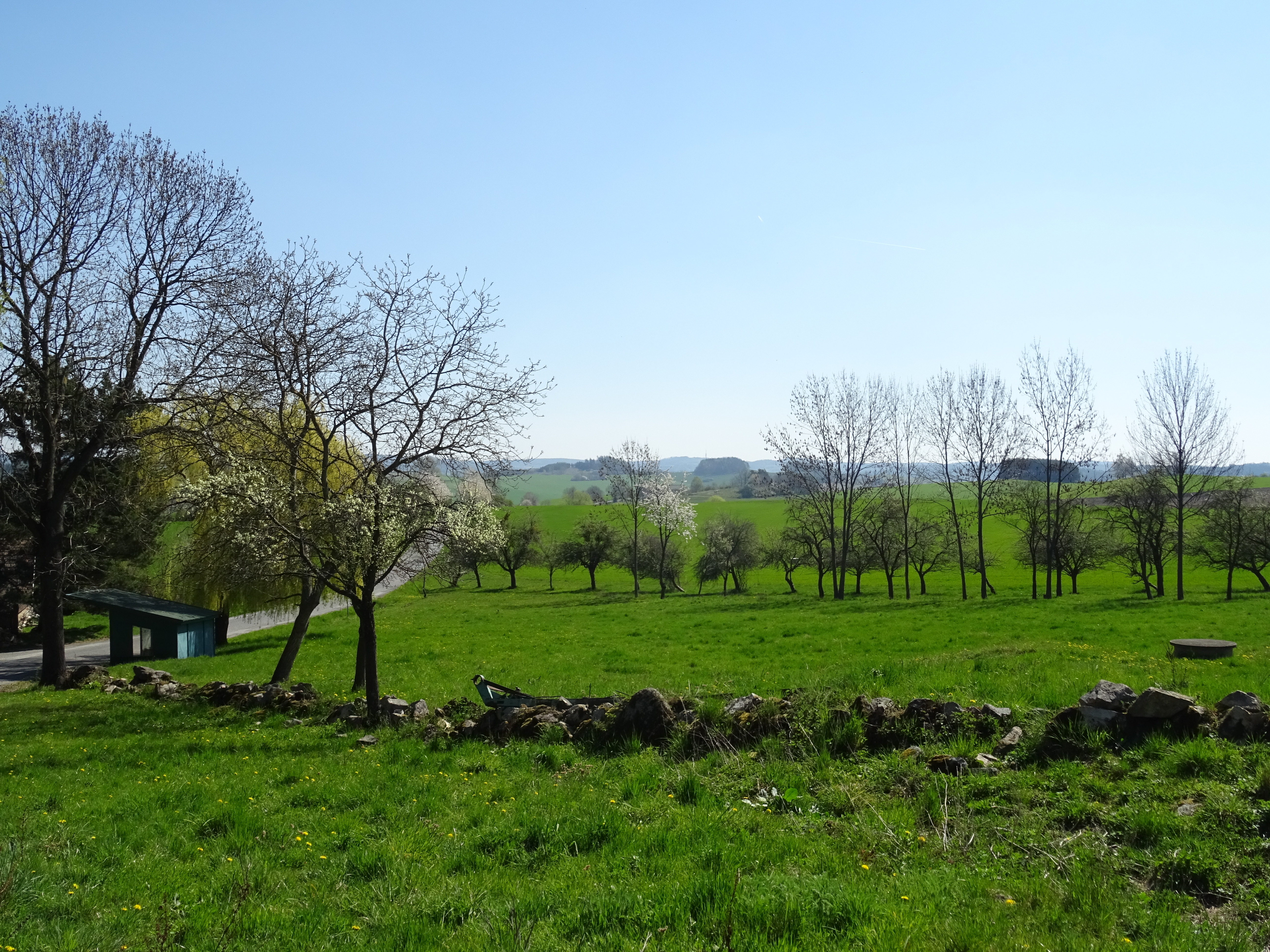
Bij de bushalte (uiterst links - 2019)
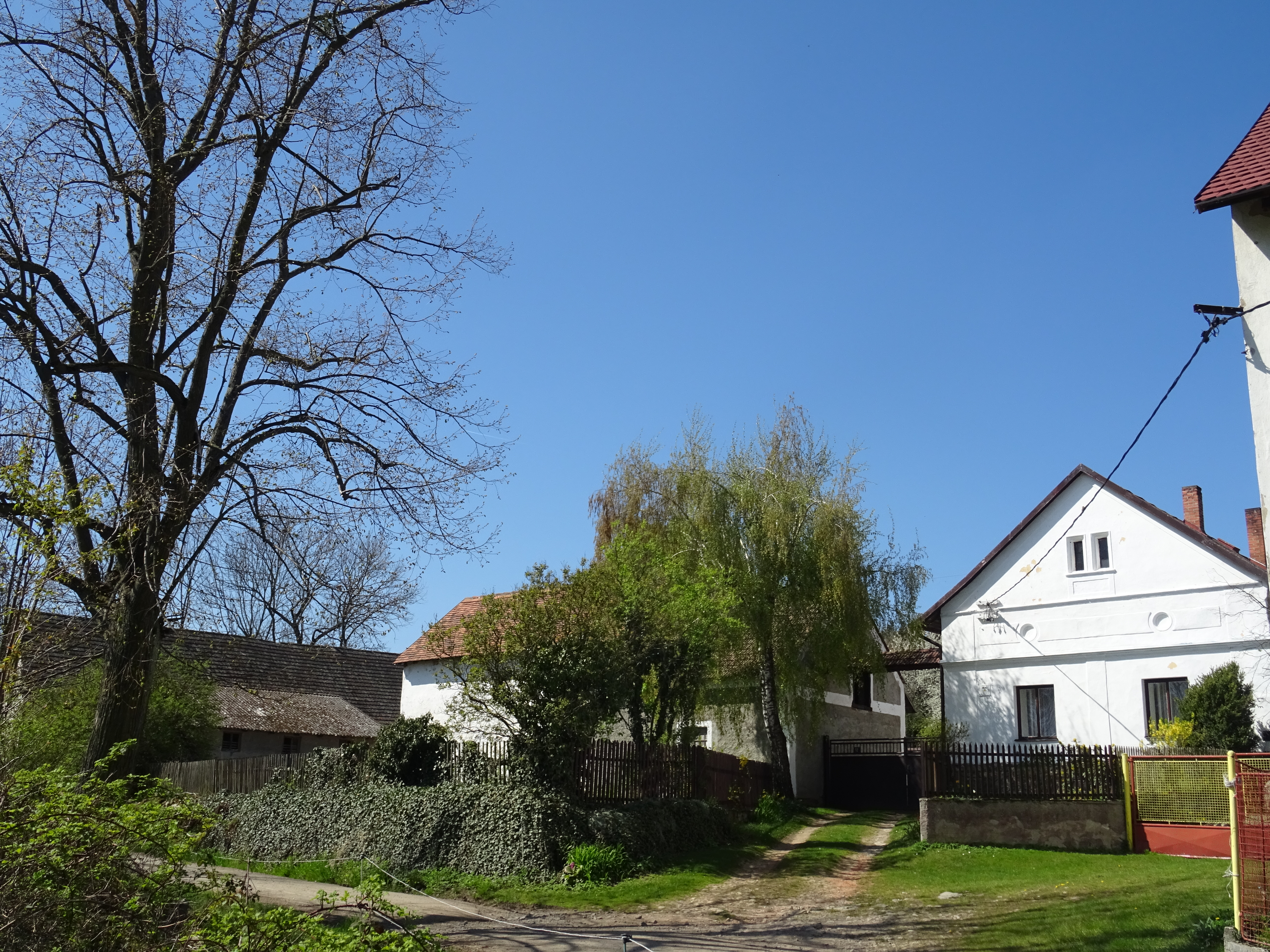
Huizen in het dorp (2019)
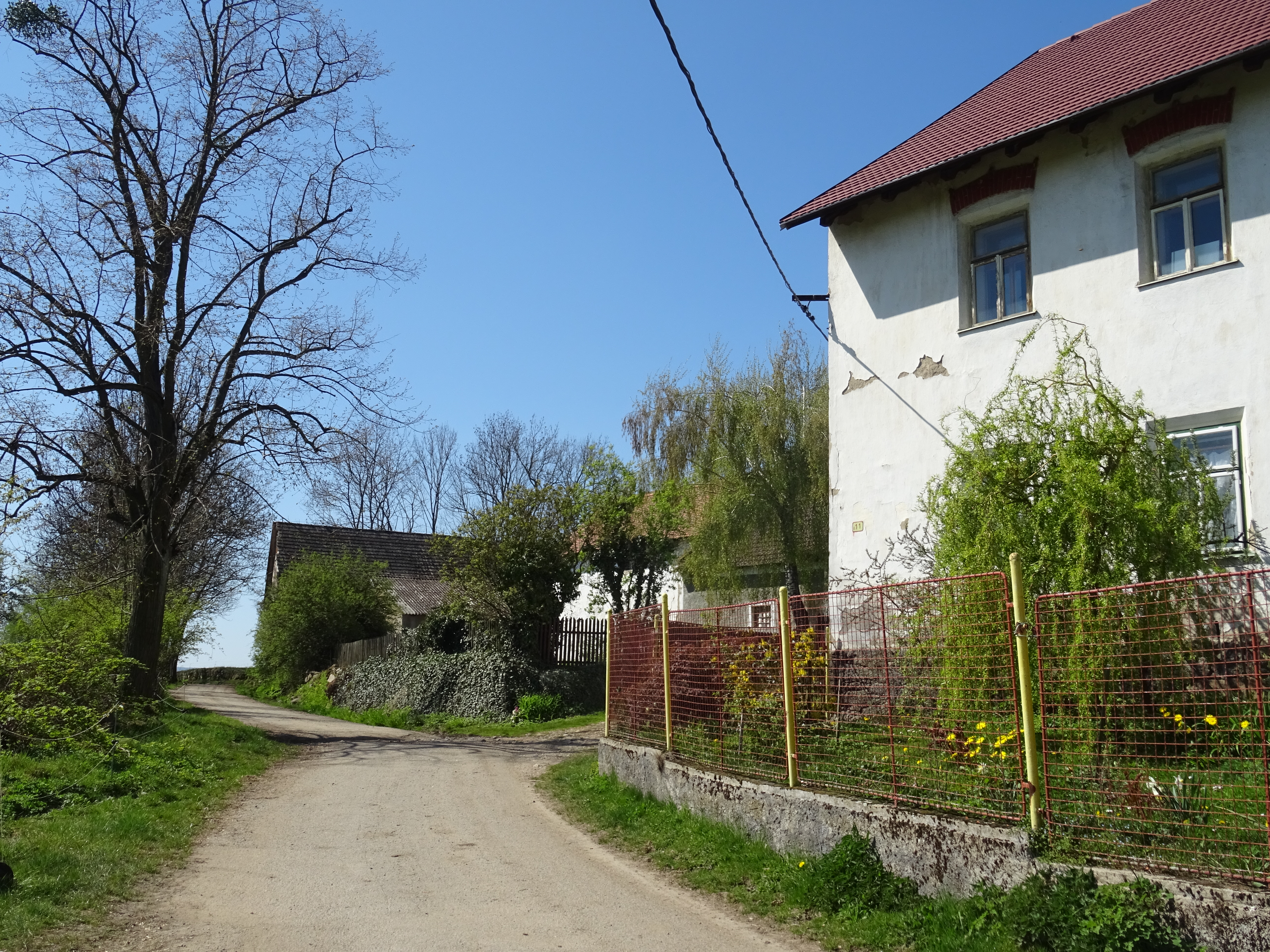
Huis in het dorp (2019)
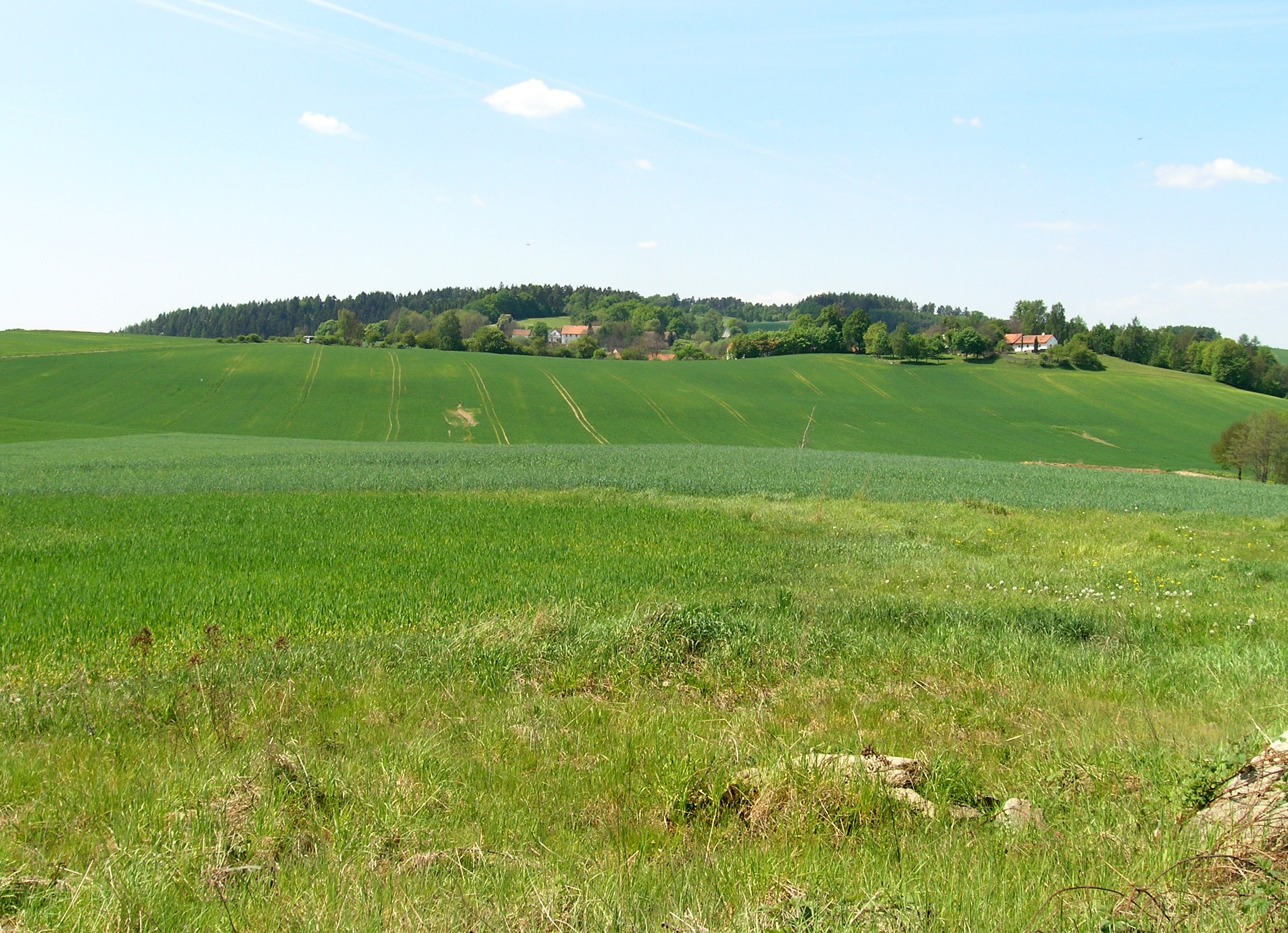
Blik op het dorp (2011)